# Comuna Starše
Starše (Občina Starše) este o comună din Slovenia, cu o populație de 3.955 de locuitori (2002).

## Localități
Brunšvik, Loka, Marjeta na Dravskem Polju, Prepolje, Rošnja, Starše, Trniče, Zlatoličje